# Crassula pubescens
Crassula pubescens là một loài thực vật có hoa trong họ Crassulaceae. Loài này được Thunb. miêu tả khoa học đầu tiên năm 1778.

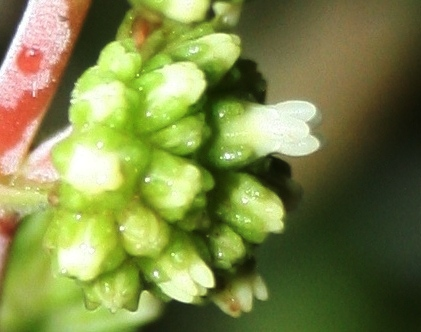
C.pubescens can be identified by the globular petal appendages of its flowers. Those of Crassula pubescens subsp. pubescens are oval

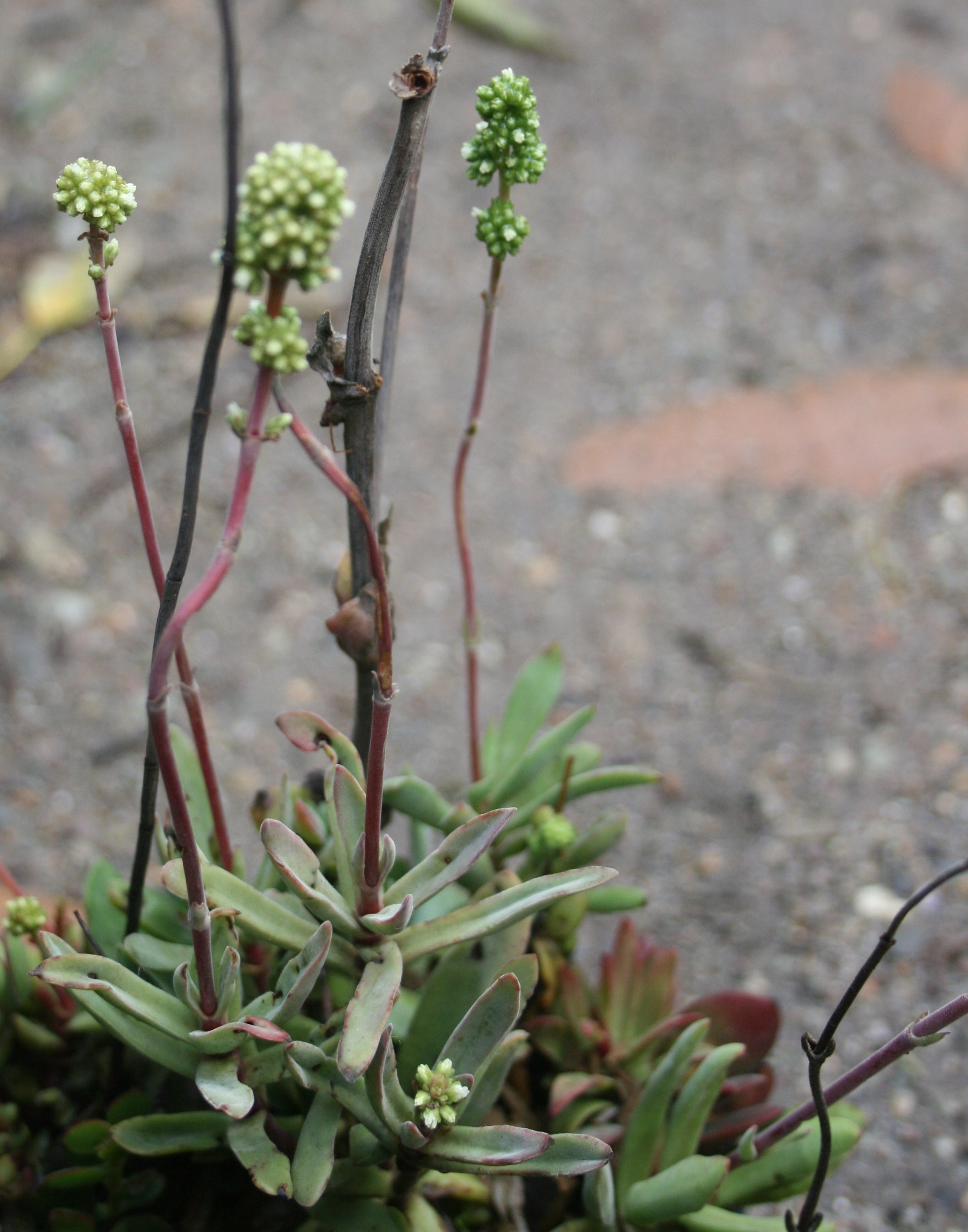
Crassula pubescens subsp. pubescens has erect branches, pubescent (velvety) leaves and petal appendages that are elongated-oval

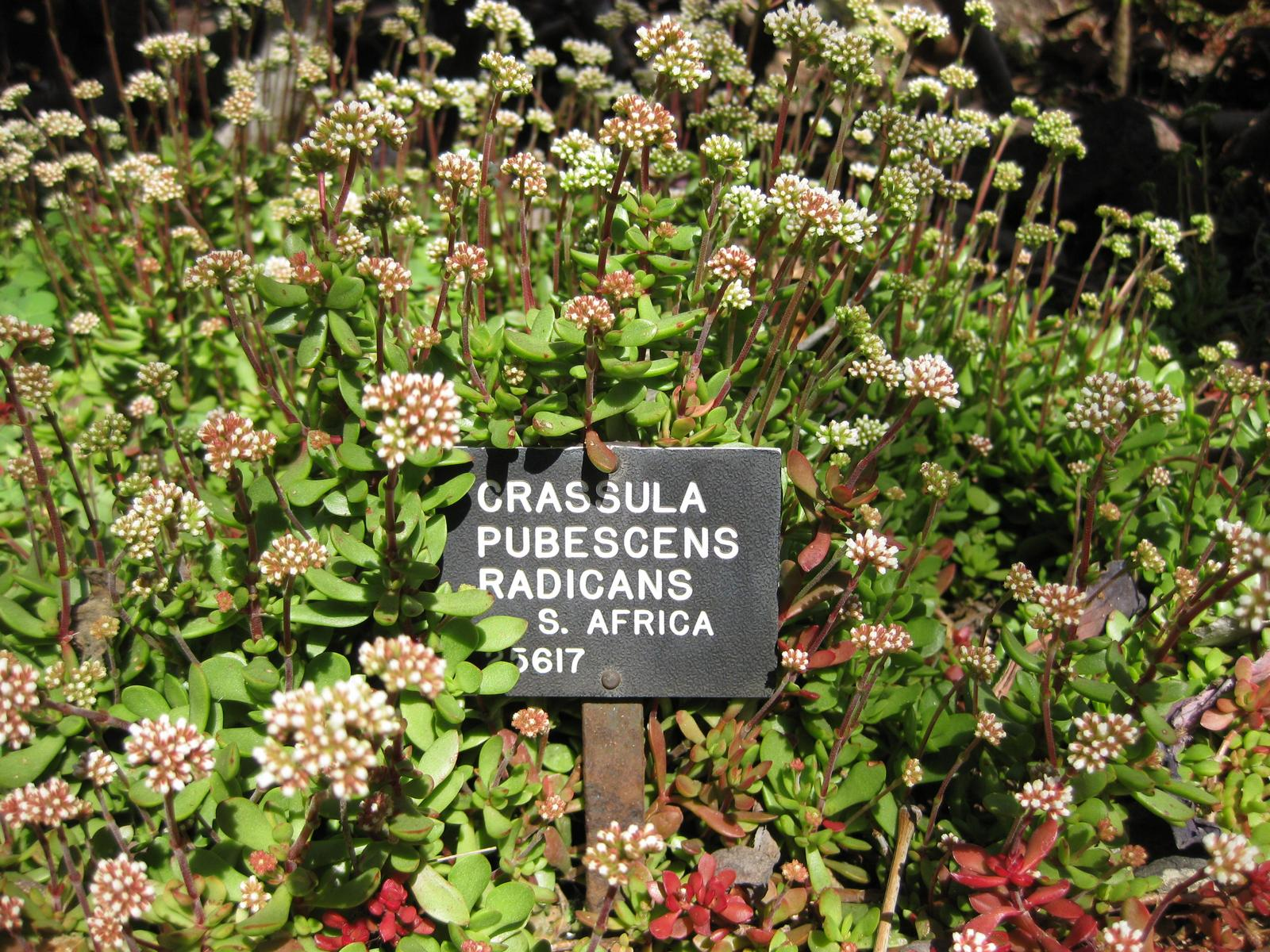
Crassula pubescens subsp. radicans has hairless leaves and petal appendages that are round